# Liste der Biografien/Bout
Liste der Biografien |
Portal Biografien |
Personensuche
# |
A |
B |
C |
D |
E |
F |
G |
H |
I |
J |
K |
L |
M |
N |
O |
P |
Q |
R |
S |
T |
U |
V |
W |
X |
Y |
Z |
?
 
Ba |
Be |
Bd |
Bg |
Bh |
Bi |
Bj |
Bl |
Bm |
Bn |
Bo |
Br |
Bs |
Bu |
Bw |
By |
Bz
 
Boa–Boc |
Bod |
Boe |
Bof |
Bog |
Boh |
Boi–Bok |
Bol |
Bom |
Bon |
Boo |
Bop |
Boq |
Bor |
Bos |
Bot |
Bou |
Bov–Boz
 
Boua |
Boub |
Bouc |
Boud |
Boue |
Bouf |
Boug |
Bouh |
Boui |
Bouj |
Bouk |
Boul |
Boum |
Boun |
Boup |
Bouq |
Bour |
Bous |
Bout |
Bouu |
Bouv |
Bouw |
Boux |
Bouy |
Bouz
Die Liste der Biografien führt alle Personen auf, die in der deutschsprachigen Wikipedia einen Artikel haben. Dieses ist eine Teilliste mit 103 Einträgen von Personen, deren Namen mit den Buchstaben „Bout“ beginnt.

## Bout

### Bouta
- Boutahar, Saïd (* 1982), niederländischer Fußballspieler
- Boutaïb, Khalid (* 1987), französisch-marokkanischer Fußballspieler
- Boutaleb, Abdelhadi (1923–2009), marokkanischer Diplomat und Politiker
- Boutamine, Sakina (* 1953), algerische Mittel- und Langstreckenläuferin
- Boutan, Louis (1859–1934), französischer Biologe
- Boutang, Pierre-André (1937–2008), französischer Filmemacher
- Boutard, Charles (1884–1952), französischer Pilot und Luftfahrtpionier
- Boutaric, Edgard (1829–1877), französischer Historiker
- Boutaris, Giannis (1942–2024), griechischer Bürgermeister
- Boutavant, Marc (* 1970), französischer Illustrator und Autor von Kinderbüchern und Comics
- Boutayeb, Brahim (* 1967), marokkanischer Leichtathlet
- Boutayeb, Hammou (* 1956), marokkanischer Mittelstreckenläufer

### Boute
- Boutefeu, Nathalie (* 1968), französische Schauspielerin
- Bouteflika, Abd al-Aziz (1937–2021), algerischer Präsident (1999–2019)Abd al-Aziz Bouteflika (1937–2021)

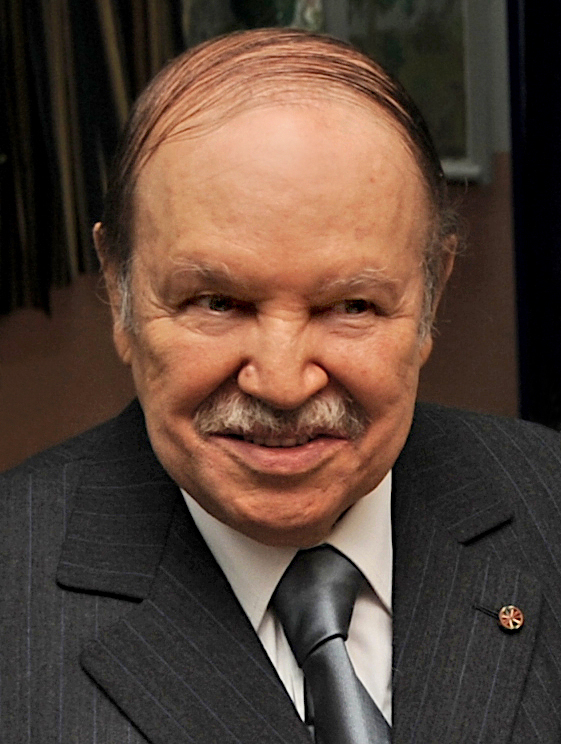
Abd al-Aziz Bouteflika (1937–2021)

- Bouteille, Axel (* 1995), französischer Basketballspieler
- Bouteiller, Guillaume (1787–1860), französischer Komponist
- Bouteiller, Michael (* 1943), deutscher Politiker (SPD), Bürgermeister von Lübeck, Rechtsanwalt
- Boutel, Maurice (1923–2003), französischer Filmregisseur, Drehbuchautor und Dialogautor
- Bouteldja, Houria (* 1973), französische Politikerin und Politaktivistin
- Boutelje, Phil (1895–1979), US-amerikanischer Pianist, Filmkomponist, Liedtexter, Autor und Dirigent
- Boutell, Elizabeth († 1715), englische Schauspielerin
- Boutell, Henry Sherman (1856–1926), US-amerikanischer Politiker
- Boutella, Safy (* 1950), algerischer Jazz-Musiker, Filmkomponist und Schauspieler
- Boutella, Shirine (* 1990), algerische Schauspielerin
- Boutella, Sofia (* 1982), algerische Tänzerin und SchauspielerinSofia Boutella (* 1982)

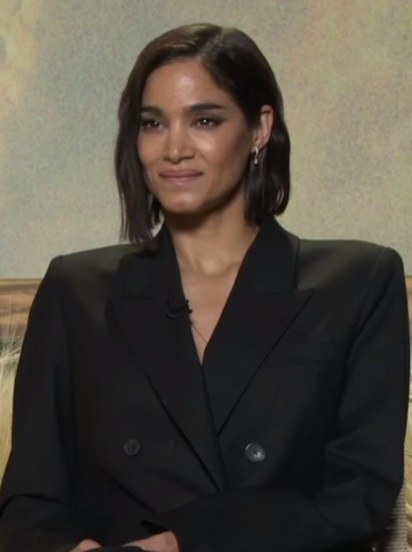
Sofia Boutella (* 1982)

- Boutelle, Charles A. (1839–1901), US-amerikanischer Politiker
- Boutellier, Roman (* 1950), Schweizer Manager und Hochschullehrer
- Boutellier, Thomas (* 1967), Schweizer Radrennfahrer
- Bouter, Jasper (* 1996), niederländischer Beachvolleyballspieler
- Bouter, William (1895–1970), niederländischer Ordensgeistlicher, römisch-katholischer Bischof von Nellore
- Boutera, Jacob (* 1996), norwegischer Leichtathlet
- Bouteron, Marcel (1877–1962), französischer Bibliothekar, Romanist und Literaturwissenschaftler
- Bouterse, Desi (1945–2024), surinamischer Politiker, Anführer eines Militärregimes in Suriname
- Bouterweck, Friedrich Ludewig (1766–1828), deutscher Philosoph und Schriftsteller
- Bouterwek, Friedrich August (1806–1867), deutscher Historienmaler
- Bouterwek, Karl Wilhelm (1809–1868), deutscher Gymnasialdirektor und Historiker
- Boutet de Monvel, Louis (1941–2014), französischer Mathematiker
- Boutet de Monvel, Louis Maurice (1851–1913), französischer Maler und Illustrator
- Boutet, Frédéric (1874–1941), französischer Autor
- Boutet, Jacques Marie (1745–1812), französischer Bühnenschauspieler und Dramatiker
- Boutet, Yves (1936–2021), französischer Fußballspieler und -trainer
- Boutette, Pat (* 1952), kanadischer Eishockeyspieler

### Bouth
- Bouthiaux, Stéphane (* 1966), französischer Biathlontrainer und Biathlet
- Bouthier, Mathieu (* 1977), französischer DJ und Musikproduzent
- Bouthillier, Claude (1581–1652), französischer Politiker und Diplomat
- Bouthillier, Léon, comte de Chavigny (1608–1652), französischer Diplomat und Außenminister
- Bouthoul, Gaston (1896–1980), französischer Soziologe

### Bouti
- Boutibonne, Charles Edouard (1816–1897), französischer Genre- und Porträtmaler
- Boutié, Paul-Louis (1910–2004), französischer Filmarchitekt
- Boutière, Jean (1898–1967), französischer Romanist, Provenzalist und Rumänist
- Boutiette, KC (* 1970), US-amerikanischer Eisschnellläufer
- Boutigny, Paul-Émile (1853–1929), französischer Maler und Illustrator
- Boutigny, Robert (1927–2022), französischer Kanute
- Boutih, Malek (* 1964), französischer Politiker
- Boutillier, Rémi (* 1990), französischer Tennisspieler
- Boutin, Burt (* 1967), US-amerikanischer Pokerspieler
- Boutin, Christine (* 1944), französische Politikerin, Mitglied der Nationalversammlung
- Boutin, Jonathan (* 1985), kanadischer Eishockeytorwart
- Boutin, Kim (* 1994), kanadische Shorttrackerin
- Boutinaud, Raymond (* 1948), französischer Unternehmer und Autorennfahrer

### Boutk
- Boutkan, Ernst (* 1996), niederländischer Politiker

### Boutm
- Boutmy, Émile (1835–1906), französischer Politologe, Gründer der École libre des sciences politiques
- Boutmy, Joop (1894–1972), niederländischer Fußballspieler
- Boutmy, Josse (1697–1779), Komponist, Cembalist und Organist
- Boutmy, Maurice (1877–1934), französischer Autorennfahrer

### Bouto
- Boutobba, Bilal (* 1998), französisch-algerischer Fußballspieler
- Boutoille, Djezon (* 1975), französischer Fußballspieler
- Bouton, Charles Leonard (1869–1922), amerikanischer Mathematiker
- Bouton, Charles Marie (1781–1853), französischer Maler, Erfinder des Dioramas
- Bouton, Georges (1847–1938), französischer Automobilfabrikant, Konstrukteur und Motorenbauer
- Bouton, Louis (1800–1878), französisch-mauritischer Botaniker
- Bouton, Maurice (1892–1965), französischer Ruderer
- Bouton, Noël (1636–1715), französischer Adliger und Militär
- Boutonnat, Laurent (* 1961), französischer Komponist, Filmregisseur und -produzent
- Boutonnet, Marie-Christine (* 1949), französische Politikerin
- Boutot, Grace (* 1990), US-amerikanische Biathletin

### Boutr
- Boutros Ghali, Youssef (* 1952), ägyptischer Politiker
- Boutros, Jules (* 1982), libanesischer Geistlicher, syrisch-katholischer Kurienbischof im Patriarch von Antiochien
- Boutros, Julia (* 1968), libanesische Sängerin
- Boutros-Ghali, Boutros (1922–2016), ägyptischer Politiker, Generalsekretär der Vereinten Nationen (1992–1996)Boutros Boutros-Ghali (1922–2016)

Boutros Boutros-Ghali (1922–2016)

- Boutros-Ghali, Wasif (1878–1958), ägyptischer Politiker und Schriftsteller
- Boutroux, Émile (1845–1921), französischer Philosoph
- Boutroux, Pierre (1880–1922), französischer Mathematiker und Wissenschaftshistoriker
- Boutry, Roger (1932–2019), französischer Komponist und Professor

### Bouts
- Bouts, Aelbert († 1549), niederländischer Maler
- Bouts, Dierick († 1475), niederländischer Maler
- Bouts, Dierick der Jüngere († 1491), niederländischer Maler
- Boutsen, Thierry (* 1957), belgischer Autorennfahrer
- Boutsiele, Jerry (* 1992), französischer Basketballspieler
- Boutsikaris, Dennis (* 1952), US-amerikanischer Schauspieler und HörbuchsprecherDennis Boutsikaris (* 1952)

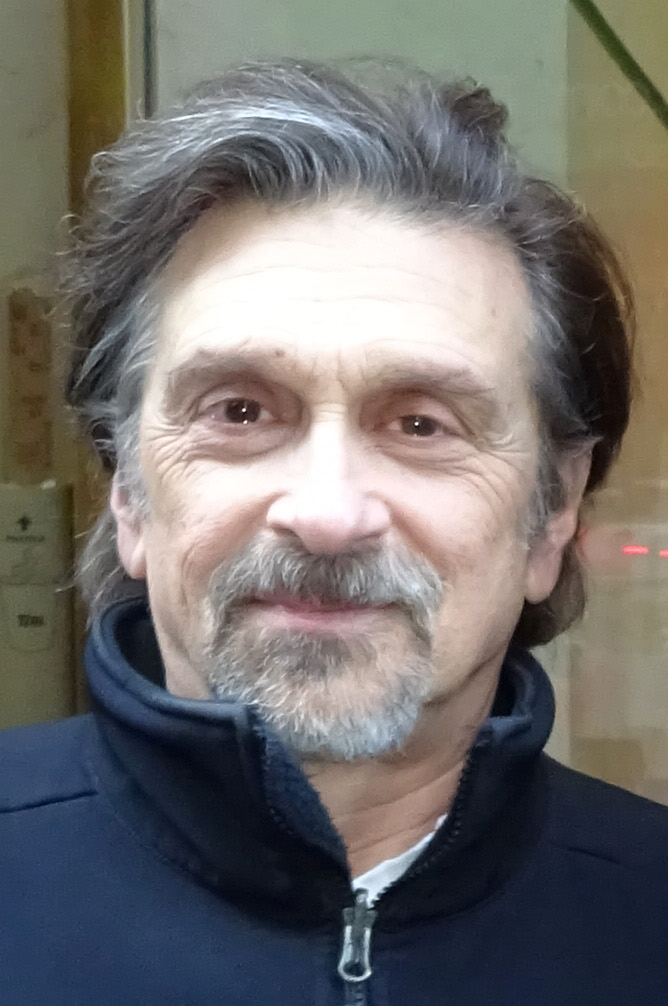
Dennis Boutsikaris (* 1952)

- Boutsingkham, Hugo (* 2003), französisch-laotischer Fußballspieler

### Boutt
- Bouttats, Frederik der Ältere (1590–1661), flämischer Maler und Kupferstecher
- Bouttats, Gerard, flämischer Kupferstecher
- Boutté, John (* 1958), amerikanischer Jazz- und R&B-Musiker (Gesang, Komposition)
- Boutté, Lillian (1949–2025), US-amerikanische Jazzsängerin
- Boutter, Julien (* 1974), französischer Tennisspieler
- Boutter, Rainer (* 1946), deutscher Politiker (SPD), MdL
- Boutteville, César (1917–2015), französischer Schachspieler
- Bouttier, Marie (1839–1921), französische Künstlerin der Art brut

### Boutw
- Boutwell, Albert (1904–1978), US-amerikanischer Politiker
- Boutwell, George S. (1818–1905), US-amerikanischer Politiker

### Bouty
- Bouty, Edmond (1846–1922), französischer Physiker

### Boutz
- Boutzikos, Nikolaos (* 1989), griechischer Fußballspieler